# 錫蘭毛刺蟹
錫蘭毛刺蟹（学名：Pilumnus ceylonicus）为毛刺蟹科毛刺蟹属的动物。分布于锡兰及安达曼海等地，生活环境为海水，常生活于热带或亚热带浅水中。